# Oecismus mucidus
Oecismus mucidus là một loài Trichoptera trong họ Sericostomatidae. Chúng phân bố ở miền Cổ bắc.